# Peter Chol
Peter Bentiu Daniel Chol (Malakal, 23 ottobre 1994) è un calciatore sudanese naturalizzato sudsudanese, centrocampista del Kator e della Nazionale di calcio del Sudan del Sud.

## Carriera

### Nazionale
Ha debuttato con la nazionale del Sudan del Sud il 5 settembre 2015, nella partita vinta per 1-0 contro la Guinea Equatoriale e valida per le qualificazioni alla Coppa d'Africa 2017, segnando nella stessa partita anche il suo primo gol in nazionale.
Con 36 presenze all'attivo (e 4 goal) è attualmente il primatista della nazionale.

## Statistiche

### Cronologia presenze e reti in nazionale
Aggiornato al 5 maggio 2023
| Cronologia completa delle presenze e delle reti in nazionale ― Sudan del Sud | Cronologia completa delle presenze e delle reti in nazionale ― Sudan del Sud | Cronologia completa delle presenze e delle reti in nazionale ― Sudan del Sud | Cronologia completa delle presenze e delle reti in nazionale ― Sudan del Sud | Cronologia completa delle presenze e delle reti in nazionale ― Sudan del Sud | Cronologia completa delle presenze e delle reti in nazionale ― Sudan del Sud | Cronologia completa delle presenze e delle reti in nazionale ― Sudan del Sud | Cronologia completa delle presenze e delle reti in nazionale ― Sudan del Sud |
| Data                                                                         | Città                                                                        | In casa                                                                      | Risultato                                                                    | Ospiti                                                                       | Competizione                                                                 | Reti                                                                         | Note                                                                         |
| ---------------------------------------------------------------------------- | ---------------------------------------------------------------------------- | ---------------------------------------------------------------------------- | ---------------------------------------------------------------------------- | ---------------------------------------------------------------------------- | ---------------------------------------------------------------------------- | ---------------------------------------------------------------------------- | ---------------------------------------------------------------------------- |
| 5-9-2015                                                                     | Juba                                                                         | Sudan del Sud                                                                | 1 – 0                                                                        | Guinea Equatoriale                                                           | Qual. Coppa d'Africa 2017                                                    | 1                                                                            |                                                                              |
| 10-6-2017                                                                    | Bujumbura                                                                    | Burundi                                                                      | 3 – 0                                                                        | Sudan del Sud                                                                | Qual. Coppa d'Africa 2019                                                    | -                                                                            |                                                                              |
| 9-9-2018                                                                     | Juba                                                                         | Sudan del Sud                                                                | 0 – 3                                                                        | Mali                                                                         | Qual. Coppa d'Africa 2019                                                    | -                                                                            |                                                                              |
| 12-10-2018                                                                   | Libreville                                                                   | Gabon                                                                        | 3 – 0                                                                        | Sudan del Sud                                                                | Qual. Coppa d'Africa 2019                                                    | -                                                                            |                                                                              |
| 16-10-2018                                                                   | Juba                                                                         | Sudan del Sud                                                                | 0 – 1                                                                        | Gabon                                                                        | Qual. Coppa d'Africa 2019                                                    | -                                                                            |                                                                              |
| 16-11-2018                                                                   | Juba                                                                         | Sudan del Sud                                                                | 2 – 5                                                                        | Burundi                                                                      | Qual. Coppa d'Africa 2019                                                    | -                                                                            |                                                                              |
| 23-3-2019                                                                    | Bamako                                                                       | Mali                                                                         | 3 – 0                                                                        | Sudan del Sud                                                                | Qual. Coppa d'Africa 2019                                                    | -                                                                            |                                                                              |
| 8-9-2019                                                                     | Malabo                                                                       | Guinea Equatoriale                                                           | 1 – 0                                                                        | Sudan del Sud                                                                | Qual. Mondiali 2022                                                          | -                                                                            | 53’                                                                          |
| 23-3-2022                                                                    | Gibuti                                                                       | Gibuti                                                                       | 2 – 4                                                                        | Sudan del Sud                                                                | Qual. Coppa d'Africa 2023                                                    | -                                                                            |                                                                              |
| 27-3-2022                                                                    | Juba                                                                         | Sudan del Sud                                                                | 1 – 0                                                                        | Gibuti                                                                       | Qual. Coppa d'Africa 2023                                                    | 1                                                                            |                                                                              |
| 4-6-2022                                                                     | Thies                                                                        | Gambia                                                                       | 1 – 0                                                                        | Sudan del Sud                                                                | Qual. Coppa d'Africa 2023                                                    | -                                                                            | 75’                                                                          |
| 9-6-2022                                                                     | Entebbe                                                                      | Sudan del Sud                                                                | 1 – 3                                                                        | Mali                                                                         | Qual. Coppa d'Africa 2023                                                    | -                                                                            |                                                                              |
| 23-3-2023                                                                    | Brazzaville                                                                  | Rep. del Congo                                                               | 1 – 2                                                                        | Sudan del Sud                                                                | Qual. Coppa d'Africa 2023                                                    | 1                                                                            | 69’                                                                          |
| 27-3-2023                                                                    | Dar es Salaam                                                                | Sudan del Sud                                                                | 0 – 1                                                                        | Rep. del Congo                                                               | Qual. Coppa d'Africa 2023                                                    | -                                                                            | 64’                                                                          |
| 14-6-2023                                                                    | Ismailia                                                                     | Sudan del Sud                                                                | 2 – 3                                                                        | Gambia                                                                       | Qual. Coppa d'Africa 2023                                                    | 1                                                                            |                                                                              |
| 18-6-2023                                                                    | Il Cairo                                                                     | Egitto                                                                       | 3 – 0                                                                        | Sudan del Sud                                                                | Amichevole                                                                   | -                                                                            |                                                                              |
| 8-9-2023                                                                     | Bamako                                                                       | Mali                                                                         | 4 – 0                                                                        | Sudan del Sud                                                                | Qual. Coppa d'Africa 2023                                                    | -                                                                            |                                                                              |
| Totale                                                                       |                                                                              | Presenze (1º posto)                                                          | 17                                                                           |                                                                              | Reti                                                                         | 4                                                                            |                                                                              |